# Generation Cancellation
Generation Cancellation è un singolo del gruppo musicale russo Little Big, pubblicato il 24 giugno 2022.

## Descrizione
Il singolo è stato definito dalla band stessa come un manifesto contro l'invasione russa in Ucraina e più in generale la guerra, la politica e la propaganda.
A tal proposito il frontman Il'ja Prusikin a dichiarato:
(Il'ja Prusikin)
Esso viene definito anche come una canzone "aggressive hard rock" con pochi testi, che menzionano come le generazioni più giovani russe, per lo più la generazione Z, stiano affrontando una nuova civiltà martoriata.

## Video musicale
Il video musicale che è stato pubblicato il 24 giugno 2022 sul canale YouTube della band, fa riferimento ai principali leader politici interpretati da David Alan Graf e Sam H. Clauder II; e mostra la distruzione portata dall'esercito russo. Nella prima parte, il video mostra una figura politica malvagia, che viene tenuta in vita con una somministrazione endovenosa di petrolio, che usa dei soldati come pezzi degli scacchi per il invasione e dà a un bambino un hot dog con un missile al posto del würstel. Successivamente viene mostrato un notiziario chiamato "fake news", condotto da una persona seduta su un gabinetto. Nell'ultima scena, una guardia di sicurezza, raffigurata come un prete della chiesa ortodossa russa, viene mostrata mentre "benedice" qualcuno con una croce formata da un bastone.

## Controversie
Qualche giorno dopo la pubblicazione del singolo, il produttore musicale russo Iosif Igorevič Prigožin ha chiesto la revoca della cittadinanza russa ai membri dei Little Big in risposta alla canzone, affermando che "le persone poco istruite si sono trasferite negli Stati Uniti, [pensando che sia] lo stato più pacifico nel mondo e stanno cercando di parlare di pacifismo attraverso i loro video." In seguito ha anche affermato che i paesi occidentali sono impegnati nel genocidio del popolo russo. Tre giorni dopo, la cantante della band Sof'ja Tajurskaja ha risposto alla provocazione tramite un post su Instagram.
Nei giorni successivi sono state sollevate altre controversie: il conduttore radiofonico Mihail Šahnazarov ha accusato la band, sul proprio canale Telegram, di essersi nascosta "dietro una chitarra"; allo stesso modo il deputato della Duma di Stato Sergej Solov'ëv ha dichiarato di non aver compreso il significato della canzone, definendo la trama vaga.
Nonostante la band abbia specificato che il singolo sia stato concepito come un messaggio contro la guerra, alcuni ucraini hanno inteso il messaggio del singolo come antiamericanista e antioccidentalista, questo ha causato l'annullamento di una tappa del tour europeo del 2022 in programma a Cracovia.

## Tracce
Testi e musiche di Ilj'a Prusikin.
1. Generation Cancellation – 2:08